# 더 월플라워스
더 월플라워스(The Wallflowers)는 미국의 록 솔로 프로젝트로, 미국의 싱어송라이터이자 멀티 악기 연주자인 제이컵 딜런의 프로젝트이다. 더 월플라워스는 원래 딜런과 기타리스트 토비 밀러가 로스앤젤레스에서 결성한 루츠 록 밴드였다. 여러 차례 멤버 변화를 겪었지만, 항상 딜런을 중심으로 유지되었다.
밴드는 버진 레코드와 계약하여 데뷔 스튜디오 음반 (1992)을 발매했는데, 비평가들의 찬사에도 불구하고 차트 진입에 실패하여 해당 레이블에서 유일한 발매작이 되었다. 1996년 싱글 "6th Avenue Heartache"의 성공 이후, 밴드는 인터스코프 레코드와 계약하여 두 번째 음반 Bringing Down the Horse (1996)를 발매했으며, 이 음반은 그들의 대표곡, "One Headlight"을 탄생시켰다. 그들의 세 번째 음반인 (Breach) (2000)는 싱글 "Sleepwalker"를 배출했는데, 이 곡은 빌보드 핫 100에 진입한 유일한 곡이 되었다 (이전 싱글들은 인기가 있었음에도 불구하고 당시 빌보드 규칙으로 인해 차트에 진입하지 못했다). 그룹은 활동을 중단하기 전에 두 개의 음반, Red Letter Days (2002)와 Rebel, Sweetheart (2005)를 추가로 발매했다. 그들의 여섯 번째와 일곱 번째 음반인 Glad All Over (2012)와 Exit Wounds (2021)가 이어서 발매되었고 계속해서 찬사를 받았다. 가사적으로 밴드는 딜런의 내성적 성찰에 초점을 맞추며 노스탤지어, 상심, 삶의 의미 및 불안감과 같은 주제를 탐구한다.
더 월플라워스는 전 세계적으로 천만 장 이상의 음반을 판매했다. 그들은 6번의 후보 지명 중 "One Headlight"으로 그래미 어워드에서 최우수 록 듀오/그룹 보컬 퍼포먼스와 최우수 록 송을 포함한 두 개의 그래미 어워드를 수상했다. 이 곡은 롤링 스톤'의 100대 위대한 팝송 목록에도 포함되었다. 빌보드는 "One Headlight"를 역대 최고의 성인 얼터너티브 송으로 선정했으며, "6th Avenue Heartache"는 목록에서 37위를 차지했다. 밴드의 15개 곡이 빌보드'의 성인 얼터너티브 에어플레이 차트 톱 텐에 진입했다. 더 월플라워스의 멤버들은 푸 파이터스, 오조마틀리, 고골 보르델로 등 다른 밴드와도 공유되었으며, 두 명의 전 멤버는 로큰롤 명예의 전당에 헌액되었다.

## 역사

### 1988–1990: 초기 역사
더 월플라워스는 1988/1989년에 싱어 겸 기타리스트 제이컵 딜런이 그의 어린 시절 친구이자 기타리스트인 토비 밀러에게 밴드를 시작하자고 전화하면서 시작되었다. 딜런과 밀러는 고등학교 때 여러 밴드에서 함께 활동했지만 졸업 후 각자의 길을 갔다. 딜런은 미술 학교에 다니기 위해 뉴욕으로 이주했고, 밀러는 45's라는 자신만의 밴드를 시작했다. 45's가 1989년에 해체된 후, 밀러는 딜런과 다시 연락하여 애플스(Apples)라는 새로운 밴드를 결성하기 시작했다. 밀러와 함께 45's에 있었던 배리 매과이어가 베이스 연주자로 밴드에 합류했다. 1990년에는 피터 야노비츠가 드러머로 합류했다. 그룹의 마지막 멤버는 키보디스트 라미 자피였다. 자피는 로스앤젤레스 음악계에서 활발히 활동하며 그 지역의 여러 밴드에서 연주하고 있었다. 그는 1990년 로스앤젤레스 페어팩스 애비뉴에 위치한 유대인 델리 캔터스 뒤편에 있는 술집 키비츠 룸에서 딜런을 만났다. 그는 애플스가 오르간 연주자를 찾고 있다는 소식을 들었고, 키비츠 룸에서 딜런과 만나 이야기를 나눈 후 둘은 딜런의 차로 가서 밴드의 데모 테이프를 들었다. 자피는 그 곡들에 깊은 인상을 받고 밴드의 다음 리허설에 참여해 달라고 요청했다. 긴 리허설 끝에 자피는 즉시 밴드에 합류했다.

### 1991–1994: 데뷔 음반
애플스는 이름을 더 월플라워스로 바꾸고 위스키 어 고 고, 가자리, 바이퍼 룸과 같은 선셋 스트립을 중심으로 로스앤젤레스 클럽에서 연주하기 시작했다. 클럽에서 공연하는 동안 밴드는 음반 회사와 음악 산업계 인사들에게 데모 테이프를 보냈다. 그중 한 테이프가 앤드루 슬레이터의 관심을 끌었고, 그는 결국 더 월플라워스의 매니저가 되었다. 슬레이터는 더 월플라워스를 버진 레코드에 데려갔고, 버진 레코드는 밴드와 음반 계약을 맺었다. 더 월플라워스는 첫 음반을 만들기 시작했다. 하지만 함께 일할 프로듀서를 찾는 것은 어려웠다. 밴드는 라이브 녹음을 고집했고, 그렇게 제작하려는 프로듀서는 거의 없었다. 폴 폭스가 결국 나섰고 음반 제작에 동의했다. 1991년에 더 월플라워스가 스튜디오에 들어갈 무렵에는 이미 라이브로 공연해 온 작은 곡 목록을 가지고 있었고, 이를 데뷔 음반에 녹음하기를 원했다. 모든 곡은 딜런이 작곡했으며, 나머지 밴드 멤버들은 음악에 기여했다. 스튜디오에서 밴드는 가능한 한 적은 녹음 장비를 사용하려고 했다. 딜런은 "내가 원하는 방식대로라면 마이크나 케이블이 전혀 보이지 않았을 것"이라고 설명했다. 녹음할 때 곡들은 3분에서 4분이라는 일반적인 시간을 넘어 길어졌고, 많은 곡들이 거의 5분 길이에 두 곡은 7분을 넘었다. 더 월플라워스는 녹음을 마치고 1992년 8월 25일에 자신의 이름이 붙은 데뷔 음반을 발매했다. 발매 후 그들은 스핀 닥터스와 10,000 매니악스와 같은 밴드의 오프닝 공연으로 전국 투어를 시작했다.
더 월플라워스는 1993년 상반기 내내 투어를 계속했지만, 음반 판매는 더뎠다. 총 4만 장이 판매되었다. 하지만 음반에 대한 평가는 대체로 긍정적이었다. 롤링 스톤은 이 음반에 별 4개를 주며 "정말 멋진 데뷔작"이라고 불렀고, 딜런의 작곡을 "인상적"이라고 묘사했다. 긍정적인 평가에도 불구하고, 버진 레코드의 경영진은 음반의 상업적 성공 부족에 불만을 표한 것으로 알려졌다. 이 무렵 회사는 경영진 교체를 겪었고, 이는 더 월플라워스를 버진에 처음 데려온 두 사람인 제프 아예로프와 조던 해리스의 해고로 이어졌다. 아예로프와 해리스가 회사를 떠난 후 더 월플라워스는 버진에서 미래가 없다고 느끼기 시작했고, 계약 해지를 요청했다. 버진과의 결별은 상호 합의에 의한 것으로 간주된다. 1993년 중반까지 더 월플라워스는 음반사 없이 활동했다.
버진을 떠난 후 더 월플라워스는 다른 레이블과 계약하기 위해 로스앤젤레스 클럽에서 다시 공연을 시작했다. 밴드는 레이블 대표들이 자신들의 공연에 오도록 하는 것조차 어려움을 겪었다. 다른 음반 계약을 따내는 데 걸린 1년 동안 더 월플라워스는 여러 멤버를 영입하고 잃었다. 베이시스트 배리 매과이어는 1993년 초 불특정 사유로 탈퇴 요청을 받았다. 더 월플라워스는 1993년 5월 밴드가 그레그 리칠링을 고용할 때까지 교체 베이시스트 지미 스나이더와 함께 공연을 계속했다. 딜런과 리칠링은 고등학교 동창이었다. 더 월플라워스는 1994년 초 드러머 피터 야노비츠가 그의 여자친구 나탈리 머천트의 밴드에 합류하기 위해 떠날 때까지 로스앤젤레스 클럽에서 계속 공연했다. 야노비츠는 머천트의 데뷔 솔로 앨범 Tigerlily 녹음을 돕기 위해 배리 매과이어를 데려왔다. 야노비츠의 탈퇴 무렵 더 월플라워스는 지미 아이오빈과 인터스코프 레코드의 톰 월리의 주목을 받아 1994년에 그들의 레이블과 계약했다.

### 1995–1998: Bringing Down the Horse
인터스코프 레코드와 계약한 후 더 월플라워스는 두 번째 음반 Bringing Down the Horse를 준비하기 시작했다. 그들은 또다시 함께 일할 프로듀서를 찾는 데 어려움을 겪었다. 더 월플라워스는 프로듀서들에게 데모 테이프를 보내기 시작했고, 그중 한 테이프가 T 본 버넷의 손에 들어갔다. 버넷은 그 곡들에 깊은 인상을 받아 밴드를 프로듀싱하는 데 동의했다. 하지만 녹음 준비를 하던 중 밴드의 기타리스트 토비 밀러가 탈퇴했다. 이로 인해 더 월플라워스는 스튜디오에서 영구 드러머나 기타리스트 없이 활동하게 되었다. 맷 체임벌린이 녹음 세션 내내 드럼을 맡았고, 마이크 캠벨, 프레드 태킷, 제이 조이스, 마이클 워드 등 여러 기타리스트가 밀러의 역할을 대신하기 위해 초빙되었는데, 마이클 워드는 나중에 더 월플라워스의 영구 멤버가 되었다.
더 월플라워스는 1996년 5월 21일에 Bringing Down the Horse를 발매했다. 밴드는 발매 직후 음반 홍보 투어를 시작했다. 음반 판매는 초반에는 더뎠지만, 첫 싱글 "6th Avenue Heartache" (피처링 카운팅 크로우스의 애덤 더리츠)가 8월 19일에 발매된 후, 이 곡이 라디오에서 더 많이 재생되면서 더 월플라워스에 대한 관심이 높아지기 시작했다. 데이비드 핀처 감독이 연출한 "6th Avenue Heartache" 뮤직 비디오 또한 MTV와 VH1에서 주목을 받았다. 더 월플라워스는 1996년 남은 기간 동안 계속 투어를 했으며, 그해 11월에는 새터데이 나이트 라이브에 음악 게스트로 출연했다. 12월 1일, Bringing Down the Horse는 50만 장 판매로 RIAA로부터 골드 인증을 받았다.
1997년 1월, 더 월플라워스는 "6th Avenue Heartache"로 두 개의 그래미 어워드 후보에 올랐다. 딜런은 1997년 그래미 어워드에서 시상자로 나섰지만, 그와 더 월플라워스는 후보에 오른 두 부문 모두에서 수상하지 못했다.
밴드는 계속해서 투어를 하고 인기를 얻었다. 1997년 2월, 더 월플라워스는 셰릴 크로의 오프닝 투어를 마친 후 2월 말부터 5월까지 자신들의 헤드라인 공연을 시작했다. 2월 24일, Bringing Down the Horse의 두 번째 싱글 "One Headlight"이 발매되었다. "One Headlight"은 라디오에서 크게 인기를 얻었고, 이로 인해 Bringing Down the Horse는 3월 4일에 100만 장 판매로 플래티넘 인증을 받았다. 6주 만에 Bringing Down the Horse의 판매량은 두 배로 늘어났고, 4월 16일에는 200만 장 판매로 더블 플래티넘 지위를 획득했다. 5월 중순, 더 월플라워스는 3주간의 유럽 투어를 위해 유럽으로 건너갔다. 6월 중순 귀국 후 더 월플라워스는 미국 투어를 계속했다. 6월 12일, 딜런은 자신의 첫 롤링 스톤 매거진 표지를 장식했다. 동반 인터뷰에서 딜런은 처음으로 자신의 혈통에 대해 솔직하고 길게 이야기했다. 5일 후, Bringing Down the Horse의 음반 판매량은 300만 장에 도달하여 트리플 플래티넘 자격을 획득했다. 6월 21일, 더 월플라워스는 텍사스 모터 스피드웨이에서 록 페스트라는 축제를 공동 주최했다. 하루 동안의 이 축제는 40만 명 이상의 인파를 끌어모아 미국 역사상 가장 큰 콘서트 중 하나가 되었다.
1997년 7월 2일, 더 월플라워스는 카운팅 크로우스와 공동 헤드라인 투어를 시작하여 9월까지 이어졌다. 이 투어에는 베티 서비르트, 엔진 88, 지골로 앤츠, 댓 독의 오프닝 공연이 포함되었으며, 각 오프닝 밴드는 3주 동안 투어했다. 더 월플라워스는 더리츠의 부은 성대 때문에 카운팅 크로우스가 공연할 수 없게 되자 7월에 여러 공연에서 단독 헤드라인을 맡았다. 9월 22일, 더 월플라워스는 Bringing Down the Horse에서 세 번째 싱글 "The Difference"를 발매했다. 10월 30일, Bringing Down the Horse는 400만 장 판매로 쿼드러플 플래티넘 지위를 획득하며 또 다른 이정표를 세웠다. 10월에 투어를 쉬고 난 후, 더 월플라워스는 11월에 다시 투어를 시작했다. 11월 9일과 10일, 더 월플라워스는 헤드라인 투어를 중단하고 로스앤젤레스의 다저 스타디움에서 롤링 스톤스의 오프닝 공연을 했다. 일주일도 채 되지 않아 더 월플라워스는 다시 투어를 중단하고 11월 14일 산호세 (캘리포니아주)의 한 아레나에서 밥 딜런과 함께 비공개 공연을 공동 주최했다. 더 월플라워스는 12월 말까지 투어를 계속했다. 1997년 말까지 Bringing Down the Horse는 록 라디오에서 가장 많이 재생된 음반이 되었고, 빌보드 200에서 4위에 올랐으며, "One Headlight"은 모든 형식에서 약 209,000번의 라디오 재생을 기록했다.
1998년 1월 6일, 더 월플라워스는 그래미상 후보에 세 번 올랐다. "One Headlight"와 "The Difference"는 모두 최우수 록 송 후보에 올랐고, "One Headlight"는 최우수 록 듀오/그룹 보컬 퍼포먼스 부문에도 추가 후보로 지명되었다. 2월 25일 1998년 그래미상 시상식에서 더 월플라워스는 두 개의 그래미상을 수상했다. "One Headlight"은 최우수 록 송과 최우수 록 듀오/그룹 보컬 퍼포먼스 부문에서 수상했다. Bringing Down the Horse가 거의 2년 전에 발매되었음에도 불구하고, 더 월플라워스는 3월 23일에 이 음반에서 추가 싱글 "Three Marlenas"를 발매했다. "Three Marlenas"는 Bringing Down the Horse에서 발매된 네 번째이자 마지막 싱글이 될 것이다. 1998년이 되면서 더 월플라워스는 빌보드 차트에서 하락세를 보였고, 라디오에서도 덜 재생되었다. 하지만 1998년 영화 고질라 (1998년 영화)의 사운드트랙이 5월 19일에 발매되면서 상황이 바뀌었다. 더 월플라워스는 데이비드 보위의 "'Heroes'" 버전을 녹음했는데, 이 곡은 사운드트랙의 리드 싱글로 선정되었다. 이 음반은 빌보드 200에서 2위에 올랐고, 더 월플라워스 버전의 "'Heroes'"는 라디오에서 크게 인기를 얻었다. 더 월플라워스는 1998년에 투어를 하지 않았지만, 6월 워싱턴 D.C.의 RFK 스타디움에서 열린 티베트 자유 콘서트와 9월 마운틴뷰 (캘리포니아주)에서 닐 영과 그의 아내 페기 영이 주최한 브릿지 스쿨 베네핏을 포함한 일련의 단발성 공연을 펼쳤다.

### 1999–2001: (Breach)
작곡 및 투어에서 5개월간의 휴식기를 가진 후, 더 월플라워스는 세 번째 음반 (Breach)를 만들기로 결정했다. 딜런은 작곡 과정에서 매우 성실했다. 그는 집 근처에 스튜디오를 빌려 음반을 위한 곡을 정기적으로 작업했다. 그러나 딜런은 처음 작곡한 곡들에 만족하지 못했다. 그는 그 곡들을 폐기하고 다시 시작하기로 결정했다. 스튜디오로 가져간 곡들은 과거 더 월플라워스가 발표했던 어떤 곡보다 훨씬 개인적인 것으로 여겨졌다. 딜런은 설명했다. "내 모든 곡들은 개인적이라고 생각하지만, 이전에는 나 자신을 노출하고 싶지 않아서 곡들을 좀 더 밀도 있게 만들고, 정말 두껍게 만들었다. 많은 어린 작가들이 그렇게 한다. 이전에는 내 음반을 사는 사람들이 나나 내 가족에 대한 정보를 찾기를 정말 원치 않았다. 하지만 지금 시점에서, 그룹에는 그런 것에 관심 없는 사람들이 많이 음반을 사고 있기 때문에 나에게 더 많은 자유를 준다." 1999년 말까지 더 월플라워스는 녹음을 시작할 준비가 되었다. 음반의 대부분은 로스앤젤레스의 선셋 사운드 레코더스에서 녹음되었다. 더 월플라워스의 오랜 매니저인 앤드루 슬레이터가 마이클 펜과 함께 음반을 공동 프로듀싱했다. 밴드는 스튜디오에서 시간을 들였다. Bringing Down the Horse처럼 (Breach)도 녹음하는 데 약 8개월이 걸렸다. (Breach)에는 엘비스 코스텔로, 마이크 캠벨, 프랭크 블랙 등 다양한 게스트 아티스트가 참여했다.
1996년 Bringing Down the Horse 발매 4년 후, (Breach)는 2000년 10월 10일에 발매되었다. 이 음반은 대체로 긍정적인 비평을 받았지만, 판매량은 실망스러웠다. 롤링 스톤은 (Breach)에 별 4개를 주며 밴드가 이전보다 "더 강력해졌다"고 평했다. 그러나 (Breach)는 상업적으로 전작에 비해 부진했다. 이 음반은 빌보드 200에서 13위에 그쳤고, 골드 인증을 받는 데 거의 1년이 걸렸는데, 이는 (Breach)가 현재까지 받은 최고 인증이다.
(Breach)의 공식 발매 한 달 전, 이 음반은 파일 공유 거대 기업 냅스터에 통째로 유출되었고, 2500만 명의 사용자가 더 월플라워스의 세 번째 음반을 듣고 다운로드할 수 있었던 것으로 보고되었다. 대형 음반 아티스트에게 유출이 미치는 영향에 대해 전 캐피틀 레코드 선임 부사장 겸 총괄 매니저인 루 맨은 다음과 같이 말했다. "더 월플라워스나 다른 주요 슈퍼스타 밴드의 경우, 문제는 심각하다. 사실 그것은 헤라클레스 같은 일이다. 왜냐하면 사람들은 이미 그것을 원하고, 당신은 당신의 청중을 희석시키고 싶지 않기 때문이다." 제이컵 딜런 또한 (Breach)가 유출된 것에 대한 그의 감정을 설명했다. "[음반 판매는] 우리가 생계를 유지하는 방법 중 하나이다. 음반 회사에 관한 것이 아니고, 사람들이 거래할 권리에 관한 것도 아니다. 그것은 또한 우리가 어떻게 식탁에 음식을 올리는지에 관한 것이다."
실망스러운 발매에도 불구하고, 더 월플라워스는 2000년 10월 초부터 또 다른 투어를 시작했다. 애틀랜타에서 한 차례 공연을 마친 후, 더 월플라워스는 뉴욕으로 이동하여 매디슨 스퀘어 가든에서 더 후의 오프닝 공연을 4일 밤 동안 펼쳤다. 그 달 말, 제이컵 딜런은 두 번째로 롤링 스톤 표지를 장식했다. 더 월플라워스는 12월 중순까지 미국 전역을 순회하며 투어를 계속했으며, 2001년 2월에는 첫 일본 투어를 위해 일본으로 향했다.
더 월플라워스는 2001년 영화 쥬랜더를 위해 비지스의 1968년 히트곡 "I Started a Joke"를 커버했다.
밴드는 2001년 남은 기간 동안 미국 투어를 계속하다가 10월 초 기타리스트 마이클 워드가 창작적 의견 차이로 더 월플라워스를 떠났다고 발표했다.

### 2002–2003: Red Letter Days
2001년, 제이컵 딜런은 더 월플라워스의 네 번째 음반 Red Letter Days를 작곡하기 시작했다. 그해 후반, 존 멜런캠프와 함께 투어하는 동안 밴드는 휴대용 장비를 사용하여 녹음을 시작했다. 일부 녹음은 키보디스트 라미 자피의 집에서도 이루어졌다. 그 해 투어를 마친 후, 밴드는 샌타모니카에 있는 잭슨 브라운의 스튜디오에서 새 음반의 대부분을 녹음하기 시작했다. 더 월플라워스가 브라운의 스튜디오에 도착할 무렵, 마이클 워드가 밴드를 떠나 녹음 과정에서 리드 기타리스트가 없는 상태가 되었다. 딜런이 리드 기타를 대부분 맡았으며, 마이크 매크리디, 러스티 앤더슨, 발 맥컬럼도 기타에 기여했다. 멜런캠프와 투어 중이던 모 지 M.D.는 음반에 추가 타악기와 백킹 보컬을 기여했다. Red Letter Days는 더 월플라워스 창립 멤버인 토비 밀러와 빌 애플베리가 프로듀싱했다. 녹음은 새해에도 계속되었고 2002년 4월 12일에 완료되었다. 이 음반은 밴드의 이전 두 음반을 믹싱했던 톰 로드-알지가 믹싱했다. 믹싱은 2002년 5월 15일에 완료되었다.
더 월플라워스가 Red Letter Days 작업을 하는 동안, 그들은 2001년 영화 아이 엠 샘 (영화)의 사운드트랙을 위해 비틀즈의 1965년 곡 "I'm Looking Through You"를 커버했다. 사운드트랙은 2002년 1월 8일에 발매되었다.
Red Letter Days의 첫 싱글 "When You're On Top"은 2002년 8월 16일 라디오에 공개되었다. 마크 웨브 감독이 연출한 뮤직 비디오가 뒤를 이었다. 몇 번의 발매 연기 끝에 Red Letter Days는 2002년 11월 5일에 발매되었다. 이 음반은 엇갈린 평가를 받았다. 많은 비평가들은 음반 전반에 걸쳐 사용된 더 거친 록 사운드와 중독성 있는 멜로디에 주목했다. 상업적 성과 또한 비교적 엇갈렸으며, 빌보드 200에서 32위에 그쳤다. Red Letter Days 발매 무렵 더 월플라워스는 12월 초까지 한 달간의 미국 투어를 시작했다. 2003년 1월에 또 다른 미국 투어를 마친 후, 더 월플라워스는 2월에 스페인, 이탈리아, 독일, 그레이트브리튼섬 등 여러 유럽 국가에서 투어를 했다. 이 투어 후, 1995년부터 더 월플라워스의 드러머였던 마리오 칼리르는 밴드를 떠난다고 발표했다.
2003년, 더 월플라워스는 영화 아메리칸 파이 3: 아메리칸 웨딩의 사운드트랙에 참여했다. 밴드는 밴 모리슨의 1970년 곡 "Into the Mystic"을 커버했다. 영화의 음악 부서는 모리슨 버전의 라이선스 권한을 확보할 수 없었기 때문에 더 월플라워스에게 이 곡을 커버하도록 의뢰했다. 그러나 두 버전 모두 영화에 수록되었다.

### 2004–2005: Rebel, Sweetheart
2004년 7월, 더 월플라워스는 다섯 번째 음반 Rebel, Sweetheart를 녹음하기 위해 스튜디오로 돌아갔다. 이번에는 밴드가 음반 프로듀서인 브렌던 오브라이언이 거주하는 애틀랜타에서 녹음하기로 결정했다. 오브라이언은 기타 연주에도 참여했다. 프레드 엘트링엄이 더 월플라워스의 새로운 드러머로 합류했다. 제이컵 딜런이 곡을 썼는데, 키보디스트 라미 자피는 "저는 좀 무서운 가사가 있는 경쾌한 곡을 알아차렸습니다"라고 말했다. 딜런은 음반 커버 아트를 직접 그렸다.
2004년 10월 14일, 워런 제본 헌정 음반 Enjoy Every Sandwich: The Songs of Warren Zevon이 발매되었는데, 더 월플라워스는 이 음반에서 제본의 1978년 곡 "Lawyers, Guns and Money"를 커버했다. 음반 홍보를 위해 더 월플라워스는 2004년 10월 12일 데이비드 레터먼 쇼에서 제본의 아들 조던 제본과 함께 "Lawyers, Guns and Money"를 공연했다.
2004년 10월 31일, 더 월플라워스는 태평양 한가운데 있는 USS 존 C. 스테니스 항공모함에 군 수송기로 날아가 귀환하는 군인들을 위해 공연했다.
Rebel, Sweetheart는 2005년 5월 24일에 발매되었고 긍정적인 평가를 받았다. 폭넓은 비평가들의 찬사에도 불구하고 Rebel, Sweetheart는 상업적으로는 상대적으로 부진하여 빌보드 200에서 40위에 그쳤다. 하지만 음반의 첫 싱글인 "The Beautiful Side of Somewhere"는 AAA 라디오에서 5위를 기록했다. 두 번째 싱글은 "God Says Nothing Back"이었다. 이 음반은 더 월플라워스의 첫 듀얼디스크 음반이었다. 한쪽에는 음반이, 다른 한쪽에는 밴드의 일부 곡의 독점 공연 및 편곡과 코미디언 존 로비츠와의 인터뷰가 포함된 DVD가 있었다. 음반 홍보를 위해 더 월플라워스는 Oxygen Custom Concert Series와 PBS 사운드스테이지에서 콘서트를 열었다. 음반 발매 무렵, 밴드는 2년 동안의 마지막 투어가 될 투어를 시작했다. 스튜어트 매티스가 리드 기타로 합류했다. 2005년 이후 더 월플라워스는 인터스코프 레코드와의 관계를 종료했다.

### 2006–2010: 활동 중단

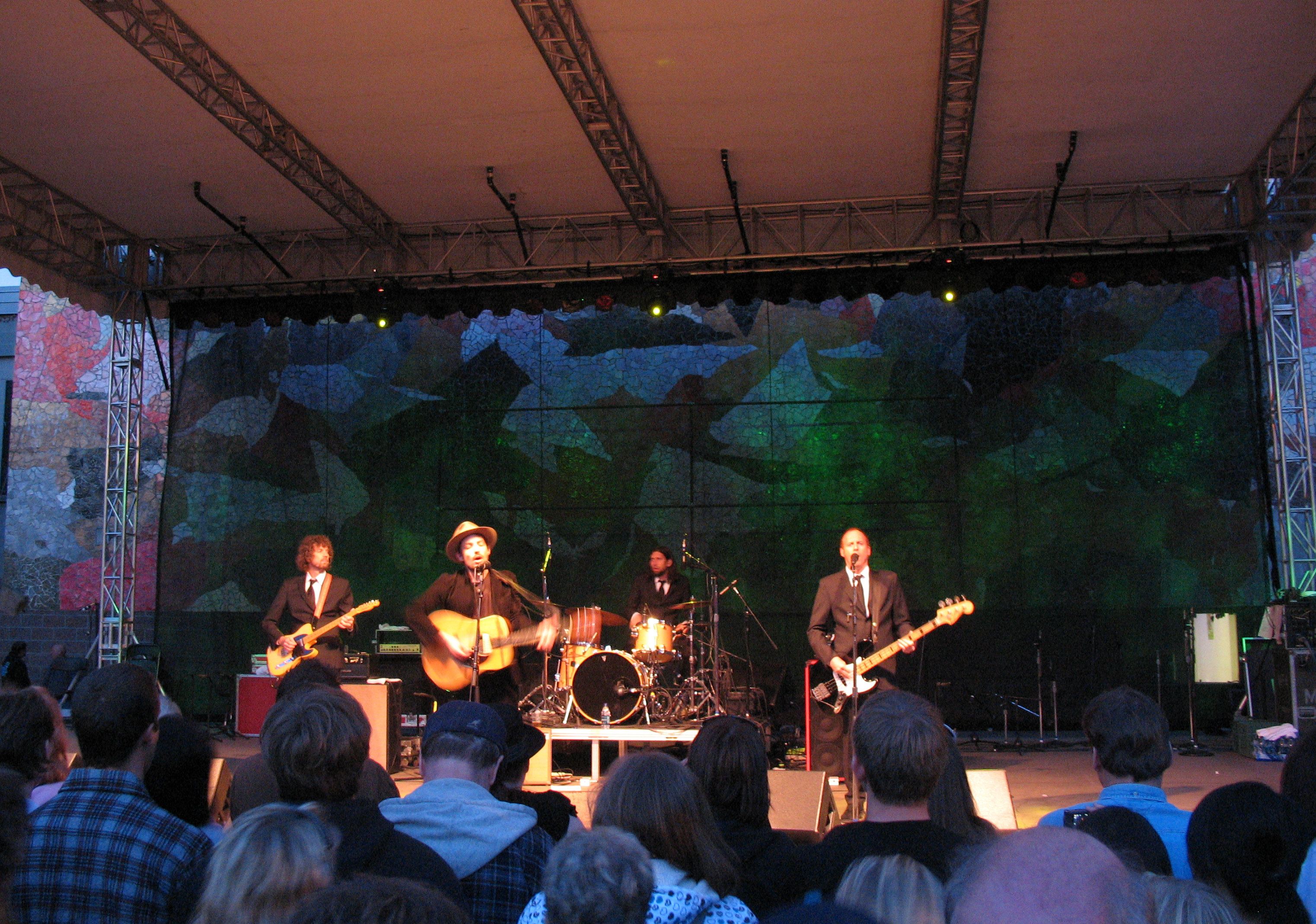
2008년 8월 31일 워싱턴주 시애틀의 범퍼슈트에서 공연하는 밴드.

2006년은 더 월플라워스가 10여 년 만에 투어를 하지 않은 첫 해였다. 대신, 밴드 멤버들은 다른 프로젝트에 착수했다. 제이컵 딜런은 초여름에 전 월플라워스 프로듀서 T 본 버넷과 함께 투어하며 키보드 연주자와 함께 솔로 어쿠스틱 오프닝 세트를 선보였다. 그해 후반, 그는 솔로 아티스트로서 컬럼비아 레코드와 계약했다. 그는 또한 "Here Comes Now"라는 곡을 작곡하고 녹음했는데, 이 곡은 ABC 텔레비전 드라마 Six Degrees의 테마곡으로 사용되었다. 이 쇼는 2006년 가을에 첫 방송되었다. 한편, 키보디스트 라미 자피는 푸 파이터스에 투어 및 세션 멤버로 합류했다. 자피는 이전에 푸 파이터스의 2005년 음반 In Your Honor에 키보드를 기여했다. 2006년에는 윌리 나일과 피트 욘의 음반에도 참여했다.
2007년 8월 31일, 더 월플라워스는 2년여 만에 처음으로 투어를 할 것이라고 발표했다. 그들은 10월과 11월에 미국 중서부 및 북동부 지역을 순회했다. 투어 전에 자피는 더 월플라워스를 떠난다고 발표했다. 이로 인해 딜런, 그레그 리칠링, 프레드 엘트링엄이 남은 멤버가 되었고, 기타리스트 스튜어트 매티스가 투어 멤버로 합류했다. 2008년, 더 월플라워스는 여름 내내 간헐적으로 투어를 했다. 더 월플라워스의 투어는 딜런이 2008년 6월 10일에 그의 첫 솔로 음반 Seeing Things를 발매했기 때문에 제한적이었다. 엘트링엄은 음반 홍보 투어에 딜런과 동행했다.
2009년 3월 31일, 더 월플라워스는 Collected: 1996–2005라는 제목의 베스트 음반을 발매했다. 이 음반에는 더 월플라워스가 1996년에서 2005년 사이에 발매한 네 개의 음반에서 발매된 모든 싱글이 수록되어 있었다. 또한 이 네 개의 음반에 수록된 비싱글곡들, "God Says Nothing Back"의 데모 버전, 그리고 미발매곡인 "Eat You Sleeping"도 수록되어 있었다. 그해 여름, 더 월플라워스는 음반을 홍보하기 위해 미국 투어를 시작했다. 딜런, 리칠링, 엘트링엄, 매티스 외에 빌 애플베리가 키보드 연주자로 이 투어에 합류했다. 더 월플라워스는 2010년에는 투어를 하지 않았는데, 딜런이 2010년 4월 6일에 그의 두 번째 솔로 음반 Women + Country를 발매하고 그 음반을 홍보하기 위해 투어를 하고 있었기 때문이었다.

### 2011–2012: Glad All Over

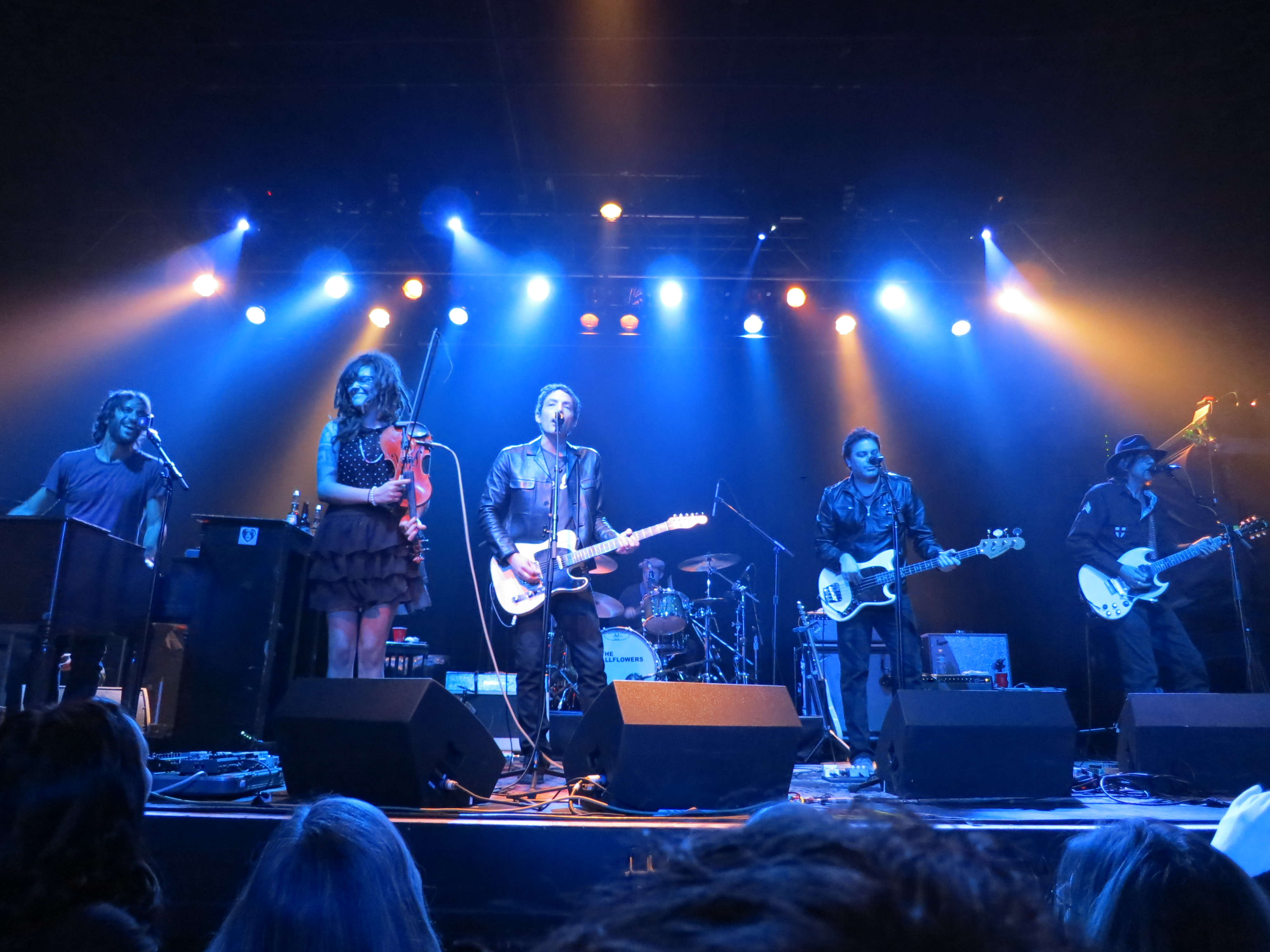
2012년 더 월플라워스.

2011년 11월 1일, 제이컵 딜런은 더 월플라워스가 음반을 발매하기 위해 재결합할 것이라고 발표하며 설명했다. "우리가 해체한다고 말한 적은 없었다. 우리는 모두 조금 길을 잃고 휴식이 필요하다고 느꼈다. 그리고 그 1년의 휴식은 2년이 되고, 다시 3년이 되고, 어느새 5, 6년이 훌쩍 지나간다. 나는 그들 없이는 더 월플라워스에서 내가 하는 일을 할 수 없다. 그립다." 세인트 조지프 뉴스-프레스와의 인터뷰에서 딜런은 더 월플라워스가 1월에 스튜디오에 들어갈 것이며, 라인업에는 베이스에 그레그 리칠링, 키보드에 라미 자피, 기타에 스튜어트 매티스, 드럼에 프레드 엘트링엄이 포함될 것이라고 밝혔다. 그러나 더 월플라워스가 녹음을 시작하기 몇 주 전, 엘트링엄은 다른 프로젝트를 추구하기 위해 밴드를 떠났다. 밴드는 재빨리 전 레드 핫 칠리 페퍼스와 펄 잼 드러머 잭 아이언스를 밴드에 영입했다. 아이언스는 이전에 월플라워스 베이시스트 리칠링과 사이드 프로젝트에 참여했었다.
2012년 1월 20일, 더 월플라워스는 내슈빌에 있는 더 블랙 키스의 댄 아우어바흐의 이지 아이 스튜디오에서 여섯 번째 스튜디오 음반 Glad All Over를 녹음하기 시작했다. 더 월플라워스의 Bringing Down the Horse에서 기타를 연주했던 제이 조이스가 음반을 프로듀싱하는 데 동의했다. 스튜디오에 가기 전에 밴드는 과거보다 더 협력적인 작곡 과정을 갖기로 결정했다. 딜런이 과거처럼 완전히 완성된 곡을 가져오는 대신, 가사만 가져왔다. 딜런과 나머지 밴드 멤버들은 스튜디오에서 함께 곡의 음악을 만들었다. 조이스는 설명했다. "제이컵이 내슈빌에 와서 우리는 앉았다. 내가 그에게 노래를 연주해 달라고 요청했지만, 그는 2인치 두께의 노트를 꺼냈다. '이것이 내가 가진 것이다. 몇몇 그루브를 연주하고 던져보자.' 나는 '와우, 좀 무섭지만 흥미진진하다'고 생각했다. 그래서 우리는 무엇을 할지 미리 알지 못했다. 우리는 곡도, 데모도 없었다. 모든 것이 스튜디오에서 개발되었다. 밴드는 2012년 2월 20일에 녹음을 마쳤다.
2012년 4월 19일 뉴욕에서 열린 비공개 솔로 공연에서 딜런은 새 더 월플라워스 음반이 그해 가을에 발매될 예정이라고 발표했다. 2012년 7월 14일, 밴드는 새 음반의 제목이 Glad All Over가 될 것이라고 발표했다. 또한 음반의 첫 싱글 "Reboot the Mission"을 웹사이트에서 무료로 다운로드할 수 있다고 발표했다.
2012년 여름 여러 단발성 공연을 마친 후, 더 월플라워스는 2012년 9월 8일 샌디에고에서 가을 투어를 시작했다. 그들은 11월 중순까지 미국과 캐나다를 순회하며 클럽과 페스티벌을 번갈아 공연했으며, 12월 말에는 동부 해안에서 추가로 4개의 공연을 가졌다. Glad All Over는 2012년 10월 9일 컬럼비아 레코드를 통해 발매되었으며, 대체로 긍정적인 평가를 받았다. 음반 발매에 앞서 더 월플라워스는 굿 모닝 아메리카, 레이트 나이트 위드 지미 팰런, 투나잇 쇼 위드 제이 레노, 데이비드 레터먼 쇼 및 엘런 등 다양한 텔레비전 프로그램에서 음반을 홍보했다.

### 2013–2020: 투어 및 멤버 교체

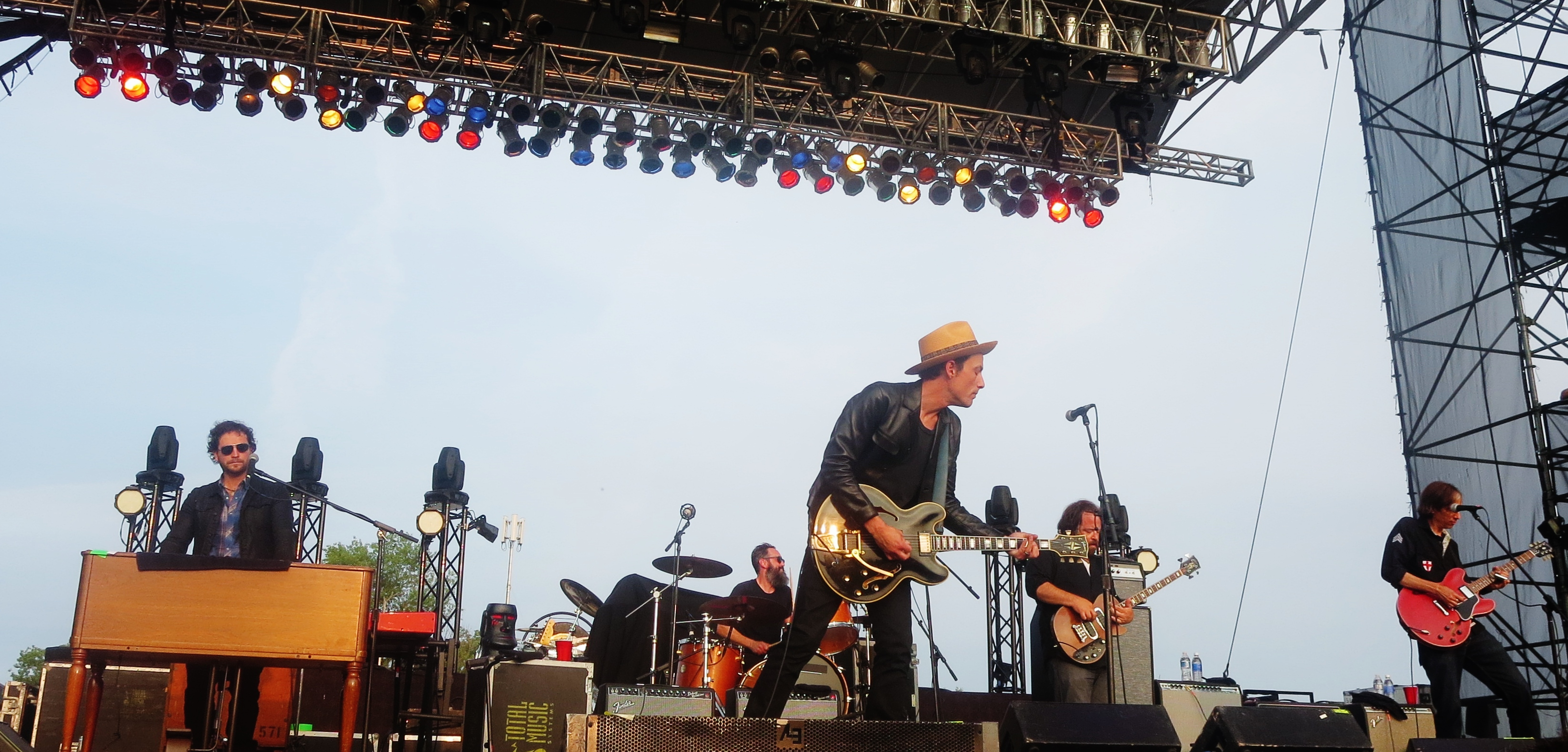
2014년 7월 19일 미네소타주 워커에서 현재 라인업으로 공연하는 더 월플라워스.

2013년 봄부터 밴드는 에릭 클랩튼과 함께 그의 아레나 투어를 진행했다. 클랩튼과의 투어는 2013년 3월 14일 피닉스 (애리조나주)의 US 에어웨이즈 센터에서 시작하여 남부와 동부 해안을 거쳐 2013년 4월 6일 피츠버그의 콘솔 에너지 센터에서 막을 내렸다.
클랩튼 투어 후, 더 월플라워스는 2013년 5월에 몇 차례 추가 공연을 했다. 5월 12일 내파군에서 밴드의 오랜 키보디스트 라미 자피는 현재까지 더 월플라워스에서 마지막 공연을 했다. 공식적인 발표는 없었지만, 자피는 그룹과 다시 함께하지 않았으며, 2017년 6월 푸 파이터스의 정식 멤버가 되었다. 지미 월러스는 2013년 남은 기간 동안 그의 자리를 대신했고, 2019년까지 밴드와 정기적으로 연주했다. 더 월플라워스는 2013년 여름 내내 투어를 계속했고, 8월 17일 대븐포트 (아이오와주)의 리버 루츠 라이브 페스티벌에서 17,000명의 관중 앞에서 여름의 마지막 공연을 했다. 이 공연은 오랜 베이시스트 그레그 리칠링과 드러머 잭 아이언스의 밴드 마지막 공연이 되었다. 9월 8일, 리칠링은 20년 만에 더 월플라워스를 떠난다고 공식 발표했다. 잭 아이언스는 그 직후인 9월 15일에 떠난다고 발표했다. 아이언스는 2012년 더 월플라워스에 합류하기 전인 2009년에 그레그 리칠링과 함께 결성한 자신의 밴드 프로젝트인 아서 채널에 집중하기 위해 떠난 것으로 알려졌다. 아서 채널은 2013년 10월 15일에 데뷔 음반을 발매했다.
더 월플라워스는 2013년부터 새로운 드러머, 베이시스트, 기타리스트, 키보디스트가 아이언스, 리칠링, 매티스, 자피를 대신하여 공연을 계속하고 있다. 딜런은 나중에 솔로 프로젝트로서 더 월플라워스라는 이름으로 음악을 계속 만들 것이라고 밝혔다. "더 월플라워스는 나이고, 내 이름으로 활동한다면 그것도 나이다. 궁극적으로는 같은 것이다. 내가 가진 곡들과 어떻게 녹음하고 싶은지에 따라, 그리고 풀 밴드 사운드가 더 좋을지에 따라 결정된다. 여러 면에서 같은 사람이다. 단지 어떤 의상을 입고 싶은가 하는 문제일 뿐이다." 2017년 현재, 투어 라인업은 리드 기타의 스탠턴 애드콕, 베이스의 스티브 매키, 키보디스트 지미 월러스, 드럼의 린 윌리엄스로 구성되어 있었다.
2016년 5월, 더 월플라워스의 1996년 음반 Bringing Down the Horse는 음반 발매 20주년을 기념하여 처음으로 바이닐로 발매되었다. 더 월플라워스는 2008년 유니버설 스튜디오 화재로 인해 자료가 파괴된 수백 명의 아티스트 중 하나였다. 하지만 나중에 연구에 따르면 Bringing Down the Horse의 마스터 테이프는 실제로 화재로 파괴되지 않았다.
밴드는 코로나19 범유행 이전에 매치박스 트웬티와 함께 2020년 북미 여름 투어를 시작할 예정이었다.

### 2021–현재: Exit Wounds
밴드의 일곱 번째 스튜디오 음반인 Exit Wounds는 2021년 7월 9일 New West Records에서 발매되었다. 새 음반 발매와 함께 딜런은 밴드의 사운드가 그의 솔로 작업의 연장선상에 있음을 다시 강조하며, "두 개의 음반을 만든 라인업은 결코 없었다. 따라서 변치 않는 것은 나 자신이다. 더 월플라워스만의 사운드가 있다고 생각한다면, 그것은 내가 스튜디오에서 내 선택과 내 노래, 목소리로 만들고 있는 것이다"라고 말했다. 이 음반은 부치 워커가 프로듀싱했으며, 밴드는 음반 홍보를 위해 53개 도시 아레나 투어를 발표했다(코로나19 팬데믹으로 인해 2022년으로 연기되었다). 음반 작업에 대해 딜런은 "세상이 무너지는 것 같은 시기에 곡을 쓰고 있었다. 그것은 가장 단순한 것에도 접근하는 방식을 바꾸게 한다. 왜냐하면 항상 마음속에 공황 상태가 있기 때문이다. 불안감도 있고 희망도 있다. 그리고 이 모든 것이 그 안에 담겨 있다"고 말한다. 이 음반은 호평을 받았고, 빌보드 음반 차트에서 밴드의 최고 순위인 빌보드 탑 앨범 세일즈 차트에서 3위로 데뷔했다. 밴드는 2021년 4월 8일 지미 키멀 라이브!에서 새 싱글을 처음 선보이는 등 여러 텔레비전 출연으로 새 음반을 홍보했으며, 굿 모닝 아메리카, 레이트 쇼 위드 스티븐 콜베어 및 기타 네트워크 텔레비전 쇼에서도 공연했다.
2020년에서 이미 연기되었던 매치박스 트웬티와의 밴드 투어는 2023년으로 다시 연기되었고, 더 월플라워스는 스케줄 충돌로 인해 투어에서 하차해야 했다. 밴드는 2022년 4월에 초기 날짜를 발표하며 북미에서 자체 헤드라인 투어를 진행하기로 했고, 2023년까지 투어를 계속하며 수많은 매진 공연을 기록했다.
2023년 10월 14일, 제이컵 딜런과 전 월플라워스 기타리스트 마이클 워드는 라스베이거스에서 20여 년 만에 처음으로 재회했으며, 딜런은 워드의 공연에 깜짝 게스트로 출연하여 "One Headlight"을 함께 연주했다. 2024년 4월 1일, 워드는 당뇨 합병증으로 사망했다. 밴드는 4월 3일 공식 페이스북 게시물에서 그를 추모했다.
2024년 5월 7일, 밴드는 10월 2일 로스앤젤레스의 팰리스 극장에서 열리는 특별 공연에서 Bringing Down the Horse를 처음으로 라이브로 전곡 연주할 것이라고 발표했다.

## 밴드 구성원
| 현재 구성원 - 제이컵 딜런 – 리드 보컬, 리듬 기타 (1989–현재) 투어링 음악가 - 크리스 마스터슨 – 기타, 백킹 보컬 (2024–현재) - 애런 엠브리 - 키보드, 백킹 보컬 (2021–현재) - 와이낫 얀스벨트 - 베이스, 백킹 보컬 (2021–현재) - 벤 필러 - 기타, 백킹 보컬 (2000–2001, 2021–현재) - 마크 스테프로 - 드럼, 백킹 보컬 (2021–현재) | 이전 구성원 - 토비 밀러 – 리드 기타, 백킹 보컬 (1989–1995) - 배리 매과이어 – 베이스, 백킹 보컬 (1989–1993) - 피터 야노비츠 – 드럼, 백킹 보컬 (1990–1994) - 라미 자피 – 키보드 (1990–2005, 2012–2013) - 그레그 리칠링 – 베이스 (1993–2013) - 마리오 칼리르 – 드럼 (1995–2003, 2013) - 마이클 워드 – 리드 기타 (1995–2001; 사망 2024) - 프레드 엘트링엄 – 드럼 (2003–2011) - 스튜어트 매티스 – 리드 기타 (2005–2014) - 잭 아이언스 – 드럼 (2012–2013) 이전 투어링 음악가 - 스탠턴 에드워드 – 기타, 백킹 보컬 (2017–2023) - 지미 월러스 – 키보드, 보컬 (2013–2019) - 스티브 매키 – 베이스 (2017–2019) - 린 윌리엄스 – 드럼, 타악기 (2017–2019) - 모 지 M.D. – 키보드, 타악기, 백킹 보컬 (2002–2003) - 요기 로니치 – 리드 기타, 백킹 보컬 (2002–2003) - 브랜던 월터스 – 리드 기타 (2021) |

## 음반 목록
스튜디오 음반
- 더 월플라워스 (1992)
- Bringing Down the Horse (1996)
- (Breach) (2000)
- Red Letter Days (2002)
- Rebel, Sweetheart (2005)
- Glad All Over (2012)
- Exit Wounds (2021)